# 장수 정상윤 가옥
장수 정상윤 가옥(長水 丁相潤 家屋)은 대한민국 전북특별자치도 장수군에 있는 가옥이다. 1984년 4월 1일 전라북도의 문화재자료 제119호로 지정되었다.

## 개요
안채와 사랑채, 행랑채와 곳간채, 문간채로 구성되어 있으며 1938년에 지은 집이다.
안채는 앞면 5칸·옆면 3칸이며, 지붕은 옆면에서 볼 때 여덟 팔(八)자 모양을 한 팔작지붕이다. 천장 위에는 모두 다락을 두었고 앞면과 뒷면 창은 빗살창으로 꾸몄다.
사랑채는 안채 앞쪽에 배치되어 있는 건물로 지붕은 팔작지붕이다. ‘영춘헌’이라는 현판이 걸려 있으며, 안채와 같이 천장 위에 다락을 만들었고 ㄱ자형으로 뻗친 대청누각이 있다.
곳간채는 안채와 사랑채 사이에 남북으로 뻗어 있다. 앞면 4칸·옆면 1칸 규모로 지붕은 옆면에서 볼 때 사람 인(人)자 모양을 한 맞배지붕이다.
행랑채는 곳간채 낮은 편에 서 있는데 앞면 4칸·옆면 1칸 크기에 지붕은 맞배지붕으로 꾸몄다.
안채와 사랑채를 통하는 안문은 팔작지붕이며 그 옆에 조그마한 문이 있다. 문의 윗부분을 자연스럽게 타원형으로 짠 것이 인상적이다.
문간채는 앞면 3칸·옆면 1칸으로 대문을 중심으로 좌우에 하나씩 방이 있으며 대청 뒤쪽에서 남으로 뻗은 누각 형태의 마루가 시원한 느낌을 주고 있다.

## 참고 자료
- 장수 정상윤 가옥 - 국가유산청 국가유산포털